# 莫敬光
莫敬光（越南语：／，？—1683年），越南南北朝時期莫朝第十二代君主。1681年至1683年在位。莫敬耀之子。
1681年，其兄莫元清在中国病故，莫敬光领莫氏族属，莫敬光为清朝所封的安南都统使。1682年，莫敬光为後黎朝所败，率众投奔清朝，清圣祖命广西巡抚郝浴将清朝境内莫氏族属归还安南。1683年，莫敬光泗城土府病死，一说服毒自杀，一部分莫氏族人也逃离驻地。1683年五月，在广西的莫氏族人共350名被送回安南，后黎朝将大部分安插在谅山，莫氏遂绝。